# Левенец, Юрий Анатольевич
Юрий Анатольевич Левенец (укр. Юрій Анатолійович Левенець; 6 августа 1961, Бугуруслан, Оренбургская область — 8 октября 2013, Киев) — советский и
украинский историк и политолог, академик Национальной академии наук Украины, директор Института политических и этнонациональных исследований им. И. Ф. Кураса НАН Украины (с 2006), академик Национальной академии наук Украины (с 2009), доктор политических наук (с 2001). Являлся специалистом в области этнополитологии. Автор и соавтор более 150 научных и научно-методических трудов, в том числе множества монографий.

## Биография
Юрий Левенец родился 6 августа 1961 года в городе Бугуруслан в семье военнослужащего. В 1983 году он закончил исторический факультет Киевского университета имени Т. Шевченко. С 1983 года по 1986 год там же учился в аспирантуре.
В 1987 году он начал свою трудовую деятельность, став преподавателем исторического факультета Киевского национального университета.
С 1990 перешёл на работу в Институт политических и этнонациональных исследований им. И. Ф. Кураса НАН Украины, заняв должность старшего научного сотрудника (1990—1992). С 1992 года по 2006 год являлся заместителем директора. С 2006 года был директором института.
С 1998 года по 2002 год Левенец являлся консультантом лидера политической партии «Демократический союз» Александра Волкова. В 2002 году являлся кандидатом в народные депутаты партии «Демократический Союз».
Умер 8 октября 2013 года в Киеве. Похоронен 10 октября на Байковом кладбище на центральной аллее.

## Участие и организация политических событий на Украине
На президентских выборах 1999 года был руководителем одного из штабов Леонида Кучмы.
В 2000 году был одним из организаторов Всеукраинского референдума относительно изменений в Конституцию Украины, которые инициировал Л. Кучма.
На выборах в Парламент Украины 2006 и 2007 годов проводил активную работу с «Партией регионов», «Блоком Юлии Тимошенко» (БЮТ) и секретариатом украинского президента Виктора Ющенко.
На выборах Президента Украины 2010 года проводил параллельные консультации с В. Януковичем и Ю. Тимошенко.
Кроме того, он координировал синхронизацию деятельности президента Украины и «Партии регионов».